# Hermine Ngueko
Hermine Ngueko Guotue née le 11 juillet 1992 est une basketteuse camerounaise évoluant au poste de pivot,,.

## Biographie
Hermine Ngueko Guotue née le 11 juillet 1992 est une basketteuse camerounaise jouant au poste de pivot.
Elle fait des études en communication marketing au Sénégal.

## Carrière
Dans ses débuts au Cameroun, Hermine évolue au Dreams basket Ball puis dans l’équipe d’Aes Sonel et enfin à Oilo devenu Phoenix de Douala. Elle intègre l'équipe nationale camerounaise en 2019. Avec elle, Hermine participe aux Championnats d'Afrique de Basketball pendant  quatre années : 2011 ; 2013 ; 2021 en remportant la médaille de bronze et 2023.
Au Sénégal, elle évolue dans divers clubs à savoir le Ja en 2011, le Duc en 2012 avec qui elle remporte le championnat national, le Dakar Université club en remportant le championnat du pays en 2013, le Jaraaf en 2014,
En France, elle évolue dans plusieurs clubs parmi lesquels Sainte-Savine Basket en 2019, Paris Squad en 2018 année à laquelle elle devient finaliste de l’Open de France 3×3, Toulouse Metropole Basket en 2020, Voiron en 2019, Pointconnet en 2022, Bc Franconville-Plessis-Bouchard en nationale 1 en 2023 ,,,.

## Palmarès
- 2013 : Médaille d'or du Championnat du Sénégal
- 2018 : Finaliste de l'Open de France 3x3
- 2023 :  Médaille de bronze au Championnat d'Afrique féminin de basket-ball 2023